# جایزه آسیا پاسیفیک برای بهترین فیلم
جایزه آسیا پاسیفیک برای بهترین فیلم (انگلیسی: Asia Pacific Screen Award for Best Film) یک دسته جایزه در جوایز اسکرین آسیا پاسیفیک است.
برندگان و نامزدهای این بخش عبارتند از:

### دهه ۲۰۰۰
| سال  | برنده و نامزدها عنوان انگلیسی                               | عنوان اصلی                 |                   |
| ---- | ----------------------------------------------------------- | -------------------------- | ----------------- |
| ۲۰۰۷ | Kim In-soo, لی چانگ-دونگ، Hanna Lee                         | آفتاب پنهان                | 'میریانگ'         |
| ۲۰۰۷ | آن دومینیک توسن                                             | کارامل (فیلم)              | "سوکار بنات"      |
| ۲۰۰۷ | گارین نوگروهو، سایمون فیلد، کیث گریفیث                      | Opera Jawa                 |                   |
| ۲۰۰۷ | Sevil Demirci Çakar                                         | تقوی: ترس یک مرد از خدا    | تکوا              |
| ۲۰۰۷ | مهدی همایونفر                                               | اتوبوس شب                  | 'Autobus-E Shab'  |
| ۲۰۰۸ | سرگئی ملکوموف، کارل باومگارتنر                              | Tulpan                     |                   |
| ۲۰۰۸ | گوری خان                                                    | ام شنتی ام                 |                   |
| ۲۰۰۸ | لی شودونگ                                                   | ریشه قرمز                  | Hongse Kangbaiyin |
| ۲۰۰۸ | جانی تو                                                     | گنجشک (فیلم ۲۰۰۸)          | Man Jeuk          |
| ۲۰۰۸ | Zeynep Özbatur                                              | سه میمون                   | Üç Maymun         |
| ۲۰۰۹ | وارویک تورونتون، Kath Shelper                               | سامسون و دلیله (فیلم ۲۰۰۹) |                   |
| ۲۰۰۹ | هان سانپینگ، Qin Hing, Zhou Li, John Chong, Andy Zhang      | شهر زندگی و مرگ            | نانجینگ! نانجینگ! |
| ۲۰۰۹ | الگو:Country data سرزمین‌های فلسطین ایلیا سلیمان، هانی فارسی | زمانی که می‌ماند            |                   |
| ۲۰۰۹ | اصغر فرهادی، محمود رضوی                                     | درباره الی                 | «دربارهٔ الی»      |
| ۲۰۰۹ | هان سانپینگ، Du Jiayi                                       | مفتون عبدی                 | Mei Lanfang       |

### ۲۰۱۰
| سال  | برنده و نامزدها عنوان انگلیسی                                                                             | عنوان اصلی                    |                            |
| ---- | --- | ----------------------------- | -------------------------- |
| ۲۰۱۰ | فنگ شیائوگانگ                                                                                             | پس‌لرزه (فیلم ۲۰۱۰)            | تانگشان دادیژنگ'           |
| ۲۰۱۰ | سمیح کاپلان‌اوغلو                                                                                          | عسل (فیلم ۲۰۱۰)               | "بال"                      |
| ۲۰۱۰ | لی لیه، دوز نیو                                                                                           | مونگا                         | "منجیا"                    |
| ۲۰۱۰ | الگو:Country data کره کیم جو-کیونگ                                                                        | پاجو (فیلم)                   |                            |
| ۲۰۱۰ | الگو:Country data کره لی جون دونگ                                                                         | شاعری (فیلم)                  |                            |
| ۲۰۱۱ | اصغر فرهادی                                                                                               | جدایی نادر از سیمین           | 'جدایی نادر از سیمین'      |
| ۲۰۱۱ | محمد رسول‌اف                                                                                               | به دیدار امید                 | "به امید دیدار"            |
| ۲۰۱۱ | Zeynep Özbatur Atakan                                                                                     | روزی روزگاری در آناتولی       | "بیر زمانلار آنادولودا"    |
| ۲۰۱۱ | آدیتیا چوپرا                                                                                              | "برنامه ریزان عروسی"          | گروه برنامه‌ریز عروسی       |
| ۲۰۱۱ | جیانگ ون                                                                                                  | بگذارید گلوله‌ها پرواز کنند    | "رنگ زیدان فی"             |
| ۲۰۱۲ | Enis Köstepen, Seyfi Teoman، 'امین آلپر '                                                                 | آن سوی تپه                    | 'تپنین آردی'               |
| ۲۰۱۲ | جواد نوروزبیگی                                                                                            | خرس (فیلم ۱۳۹۰)               | "خر"                       |
| ۲۰۱۲ | ناتالیا گوستیوشینا، سرگئی کراوتس                                                                          | The Horde                     | "اوردا"                    |
| ۲۰۱۲ | الگو:Country data کره پارک شین کیو، هان جائه دوک                                                          | گانگستر بی‌نام: قوانین زمان    | "Bumchoiwaui Junjaeng"     |
| ۲۰۱۲ | پیتر هو سان چان، جوجو هوی یوئت چون                                                                        | اژدها (فیلم ۲۰۱۱)             | وو شیا                     |
| ۲۰۱۳ | هانی ابواسعد، ولید اف. زویتر، دیوید گرسون                                                                 | عمر (فیلم)                    |                            |
| ۲۰۱۳ | Alexandre Mallet-Guy                                                                                      | گذشته (فیلم)                  | Le Passé                   |
| ۲۰۱۳ | رابرت کانولی، مگی مایلز                                                                                   | [چرخش (فیلم ۲۰۱۳)]]           |                            |
| ۲۰۱۳ | Lasantha Nawarathna، محمد آدامالی                                                                         | با تو، بدون تو                | 'Oba Nathuwa Oba Ekka'     |
| ۲۰۱۳ | مستوفی سرور فاروکی                                                                                        | تلویزیون                      |                            |
| ۲۰۱۳ | Matsuzaki Kaoru                                                                                           | مثل پدر، مثل فرزند            | سوشیته چیچی نی نارو        |
| ۲۰۱۴ | الکساندر رادنیانسکی، Sergey Melkumov                                                                      | لویاتان (فیلم ۲۰۱۴)           |                            |
| ۲۰۱۴ | رضا درمیشیان                                                                                              | عصبانی نیستم!                 | "عصبانی نیستم"             |
| ۲۰۱۴ | عادلخان یرژانوف، اولگا خلاشوا، سریک آبیشف                                                                 | صاحبان (فیلم ۲۰۱۴)            |                            |
| ۲۰۱۴ | مهمت آکتاش                                                                                                | خاطرات روی سنگ                | Bîranînen li ser kevirî    |
| ۲۰۱۴ | Zeynep Özbatur Atakan                                                                                     | خواب زمستانی (فیلم ۲۰۱۴)      | Kış Uykusu                 |
| ۲۰۱۵ | اپیچاتپونگ ویراستاکول، Keith Griffiths, Simon Field, Charles de Meaux, Michael Weber, هانس وی. گایسندورفر | گورستان شکوه'                 | راک تی خون کاین            |
| ۲۰۱۵ | الگو:Country data کره Lee Im-kul                                                                          | پایان زمستان                  | "چول وون گی هانگ"          |
| ۲۰۱۵ | Endo Hitoshi, Matsuda Hiroko, Masa Sawada                                                                 | سفر به ساحل (فیلم)            | 岸辺の旅                   |
| ۲۰۱۵ | هو شیائو-شین                                                                                              | آدمکش (فیلم ۲۰۱۵)             |                            |
| ۲۰۱۵ | الگو:Country data کره پارک جونگ-بوم، Kim Youngjin, Jang Byungwon, Lee Sangyong, Park Hongsik              | زنده                          | "ساندا"                    |
| ۲۰۱۶ | Nermin Aytekin                                                                                            | 'سرما کلاندر'                 | کالندر سوغو                |
| ۲۰۱۶ | ایلیا استوارت، دیانا سافارووا، یوری کوزیرف                                                                | "دانشجو"                      | اوچنیک                     |
| ۲۰۱۶ | رضا میرکریمی                                                                                              | دختر (فیلم ۱۳۹۴)              | دختر (فیلم ۱۳۹۴)           |
| ۲۰۱۶ | مجید مجیدی، محمدرضا صابری                                                                                 | محمد رسول‌الله (فیلم ۱۳۹۴)     | محمد رسول‌الله (فیلم ۱۳۹۴)  |
| ۲۰۱۶ | زکی دمیرکوبوز                                                                                             | خاکستر (فیلم ۲۰۱۶)            | خاکستر (فیلم ۲۰۱۶)         |
| ۲۰۱۷ | Greer Simpkin, David Jowsey                                                                               | سرزمین شیرین                  |                            |
| ۲۰۱۷ | شان چن | فرشتگان سفید می‌پوشند          | فرشتگان سفید می‌پوشند       |
| ۲۰۱۷ | مایکل وبر، Viola Fügen, Eitan Mansuri, Cedomir Kolar، مارک باشت، میشل مرکت                                | فاکس‌ترات (فیلم ۲۰۱۷)          | "پرواز"                    |
| ۲۰۱۷ | اسلات ماریان                                                                                              | یک موجود آرام                 | اونه امم دوئه              |
| ۲۰۱۷ | محمد رسول‌اف                                                                                               | لرد (فیلم)                    | لرد (فیلم)                 |
| ۲۰۱۸ | هیروکازو کورئیدا، Matsuzaki Kaoru, Yose Akihiko, Taguchi Hijiri '                                         | فروشگاه دزدان                 | Manbiki Kazoku'            |
| ۲۰۱۸ | Achinette Villamor, Edong Canlas, Khavn De La Cruz                                                        | Balangiga: Woling Wilderness  |                            |
| ۲۰۱۸ | الگو:Country data کره لی چانگ-دونگ، لی جون دونگ                                                           | سوزندن (فیلم ۲۰۱۸)            |                            |
| ۲۰۱۸ | Phuttiphong Aroonpheng, Mai Meksawan, Philippe Avril, Jakrawal Nilthamrong, Chatchai Chaiyon]             | مانتا ری                      | "کرابن راهو"               |
| ۲۰۱۸ | عادلخان یرژانوف، سریک آبیشف، اولگا خلاشوا                                                                 | بی‌تفاوتی ملایم جهان           | Laskovoe Bezrazlichie Mira |
| ۲۰۱۹ | الگو:Country data کره کواک سین-آئه و بونگ جون-هو                                                          | 'انگل (فیلم ۲۰۱۹)'            | 기생충'                    |
| ۲۰۱۹ | Huang Xufeng, Jacky Pang Yee Wah                                                                          | بالون                         | 气球                       |
| ۲۰۱۹ | الکساندر رادنیانسکی، سرگئی ملکوموف                                                                        | قد دراز                       | Dыlda                      |
| ۲۰۱۹ | آکشای سینگ، ریدهام جانوه                                                                                  | "گوسفند پر از طلا و کوه مقدس" |                            |
| ۲۰۱۹ | ژوان لیو                                                                                                  | خیلی طولانی، پسرم             | 地久天长                   |